# Antonio Cordeses
Antonio Cordeses (Olot, 30 de julio de 1518 - Sevilla, 16 de mayo de 1601), fue un jesuita español.
Ingresó a los 27 años en la Compañía de Jesús, profesando el 6 de agosto de 1559. Obtuvo el grado de doctor y fue profesor de filosofía y teología en la Universidad de Gandía y en la Universidad de Coímbra. Llegó a ser rector en ambas universidades.

## Biografía
En 1573 el General de la Compañía, Diego Laínez, le nombró Padre Provincial de la "provincia de Aragón" y posteriormente de la "provincia de Toledo", cargo que ocupó hasta 1580. Como consecuencia de esos cargos asistió a las Congregaciones Generales II, III y IV.
Estando en la Casa Profesa de Sevilla, asistió a los enfermos de peste, muriendo entonces.
Fue autor de opúsculos ascéticos, que tratan sobre la oración afectiva, sus reglas y frutos. En Itinerario de perfección espiritual, publicado en Italia, propuso a Cristo como modelo de las tres vías: activa, contemplativa y mixta.
Fue objeto de debate si su tendencia su acercamiento a la espiritualidad franciscana. Los generales Francisco de Borja (en 1570) y Everardo Mercuriano (en 1574) le reprendieron en sendas cartas por difundir temas y métodos de oración ajenos al texto ignaciano Ejercicios espirituales. El papel de la oración para los jesuitas, según ambos generales, y particularmente Mercuriano, sería el de medio, no el de fin:

... se corre el riesgo de inducir las almas a apartarlas de aquello que puede turbar este reposo, o sea las obras de celo, fin peculiar de la Compañía. ... Por tanto, no se debe enseñar esta oración contemplativa: si Dios quiere elevar a alguno, Él es señor de hacerlo; pero no debemos prevenir su acción; debe limitarse a enseñar las formas de oración contenidas en los Ejercicios.